# Coupe d'Aruba de football
La Coupe d'Aruba de football (Torneo Copa Betico Croes) a été créée en 2004. Elle se dispute chaque année entre les clubs arubais, à travers plusieurs tours à élimination directe. Avec sept trophées, le SV Britannia est le club le plus titré dans la compétition.

## Déroulement
Les formations de deuxième, voire de troisième division arubais, disputent les premiers tours afin de qualifier huit équipes pour les huitièmes de finale, moment de l'entrée en lice des formations de Division di Honor, l'élite arubaise. Ensuite, plusieurs tours à élimination directe permettent de désigner le vainqueur de la compétition, avec une finale habituellement jouée en janvier, au Trinidad Stadion d'Oranjestad.

## Palmarès

### Par édition
- 2005 : SV Sportboys 3-1 SV Sporting
- 2006 : SV Estudiantes 1-0 SV Deportivo Nacional
- 2007 : SV Dakota 2-1 SV Estrella
- 2008 : SV Britannia 3-2 SV Deportivo Nacional
- 2009 : SV Britannia 1-1 (3-2 tab) SV Estrella
- 2010 : SV Britannia 2-0 SV La Fama
- 2011 : SV Britannia 4-1 SV Bubali
- 2012 : SV Racing Club Aruba 5-1 SV Dakota
- 2013 : SV Britannia 1-0 SV Racing Club Aruba
- 2014 : SV Estrella 1-1 (7-6 tab) SV Racing Club Aruba
- 2015 : SV Britannia 5-0 SV Bubali
- 2016 : SV Racing Club Aruba 3-1 SV Britannia
- 2017 : SV Britannia 2-1 SV Dakota
- 2018 : SV Estrella 1-0 SV Dakota
- 2019 : SV Dakota 4-0 Independiente Porto Caravel
- 2020 : SV Racing Club Aruba 3-1 SV Dakota

### Bilan par club
- 7 titres : SV Britannia
- 3 titres : SV Racing Club Aruba
- 2 titres : SV Estrella, SV Dakota
- 1 titre : SV Sportboys, SV Estudiantes,